# Keenan MacWilliam
Keenan Carole MacWilliam (Toronto, 30 marzo 1989) è un'attrice e cantante canadese.
Ha interpretato il ruolo di Carole Hanson nella serie TV Saddle Club.

## Filmografia
- Deep in My Heart, regia di Anita W. Addison (1999) - TV
- Il collezionista di ossa (1999)
- Must Be Santa (1999) - TV
- Are You Afraid of the Dark? (2000) - TV
- The Best Girl (2000)
- Lexi e il professore scomparso (2002) - TV
- Saddle Club (2001-2003) - TV
- Prom Wars: Love Is a Battlefield (2008)